# Begonia anemoniflora
Espèce
Begonia anemoniflora est une espèce de plantes de la famille des Begoniaceae.
L'espèce fait partie de la section Eupetalum.
Elle a été décrite en 1953 par Edgar Irmscher (1887-1968).

## Répartition géographique
Cette espèce est originaire du Pérou.